# Nyálkahalak
A nyálkahalak (Myxini) gerinchúrosok (Chordata) törzsének egy osztálya. Az osztályt az egyetlen ide sorolt rend, a nyálkahalalakúak (Myxiniformes) rendje, és annak egyetlen családja, a nyálkahalfélék családja alkotja. Nem tartoznak a gerincesek közé, de velük együtt alkotják a koponyások (Craniata) kládját. A korábbi rendszerezésekben az állkapocs nélküliekhez (Agnatha) és a körszájúakhoz (Cyclostomata) sorolták.

## Leírás
Nevüket az egysejtű bőrmirigyekben termelődő nagy mennyiségű nyálkáról kapták, amely a testüket borítja. Szemük elcsökevényesedett, orr- és szájüregük összeköttetésben van, hátúszójuk gyengén fejlett, porcos kopoltyúkosaruk nincs. Tengerek iszapos aljzatában élnek, akár nagy mélységben is. Kiválasztásuk ősvesével (mesonephros) történik, ozmokonformerek, azaz testükben a sókoncentráció megegyezik a környezetükével.
A nyálkahalak kapcsolata a többi gerinces csoporttal még tisztázatlan, rendszerezésük egyik alapproblémája az, hogy számos jellegük mint pleziomorf (primitív) jelleg, minden gerinces csoportban jelen van (nem mondja meg, hogy melyek a legközelebbi rokonaik). Jelenleg a nyálkahalakat nagyon primitív „gerinceseknek”, vagy a gerincesek közeli rokonainak tartják. Jellemző rájuk a még nem tagolódott gerinchúr, valamint a porcos agykoponya részleges hiánya. A nyálkahalak iszapfúró és élősködő életmódjuknak köszönhetően számos szervrendszerük redukálódott, tehát több látszólag primitív jellegük tulajdonképpen szerzett tulajdonság.

## Rendszerezés
A családba az alábbi alcsaládok és nemek tartoznak:
- Eptatretinae Nelson, 1976
  - Eptatretus Cloquet, 1819
- Myxininae Nelson, 1976
  - Myxine Linnaeus, 1758
  - Nemamyxine Richardson, 1958
  - Neomyxine Richardson, 1953
  - Notomyxine Nani & Gneri, 1951
- Paramyxininae Wisner, 1999
  - Paramyxine Dean, 1904
- Quadratinae Wisner, 1999
  - Quadratus Wisner, 1999